# Камйонка-Нова (гміна Барглув-Косьцельни)
Камйонка-Нова (пол. Kamionka Nowa) — село в Польщі, у гміні Барглув-Косьцельний Августівського повіту Підляського воєводства.
Населення — 114 осіб (2011).
У 1975-1998 роках село належало до Сувальського воєводства.

## Демографія
Демографічна структура станом на 31 березня 2011 року:
|          | Загалом | Допрацездатний вік | Працездатний вік | Постпрацездатний вік |
| -------- | ------- | ------------------ | ---------------- | -------------------- |
| Чоловіки | 63      | 11                 | 38               | 14                   |
| Жінки    | 51      | 11                 | 26               | 14                   |
| Разом    | 114     | 22                 | 64               | 28                   |